# Устроне (Влоцлавський повіт)
Устроне (пол. Ustronie) — село в Польщі, у гміні Любане Влоцлавського повіту Куявсько-Поморського воєводства.
Населення — 234 особи (2011).
У 1975-1998 роках село належало до Влоцлавського воєводства.

## Демографія
Демографічна структура станом на 31 березня 2011 року:
|          | Загалом | Допрацездатний вік | Працездатний вік | Постпрацездатний вік |
| -------- | ------- | ------------------ | ---------------- | -------------------- |
| Чоловіки | 127     | 31                 | 80               | 16                   |
| Жінки    | 107     | 25                 | 58               | 24                   |
| Разом    | 234     | 56                 | 138              | 40                   |